# Jus de pomme de terre
Le jus de pomme de terre est un sous-produit de l'industrie de la féculerie, qui correspond à la phase liquide comprenant l'eau de végétation et les substances solubles dans l'eau : protéines solubles, dont des acides aminés, sucres solubles et sels minéraux. Cette phase représente environ 70 à 80 % du poids total des pommes de terre crues, le reste étant constitué par l'amidon et les fibres insolubles, qui sont extraits par centrifugation.
C'est aussi le jus, analogue à un jus de légumes, obtenu à l'aide d'une centrifugeuse ménagère, qui contient toutefois une partie de l'amidon.

## Caractéristiques
La pomme de terre est naturellement riche en acides aminés essentiels, et en particulier en lysine. Elle contient aussi de l’amidon et sels minéraux qui exercent ensemble un effet positif sur l’acidité stomacale. 
La pomme de terre est constituée de 75 % d'eau, de 22 % de glucides, de 2 % de protides et d'une part infime de matières grasses.

## Utilisation

### Fertilisation
Le jus de pommes de terre contient plusieurs éléments utiles en matière de fertilisation agricole : azote, phosphore, potassium et magnésium. Des études menées au Danemark ont montré l'intérêt d'utiliser ce sous-produit comme fertilisant à condition de maîtriser les périodes d'épandage et les quantités.

### Alimentation animale
Le jus de pomme de terre, concentré sous forme d'un liquide de couleur brune, est commercialisé sous le nom de « solubles de pomme de terre » comme complémentation pour l'alimentation des ruminants, notamment les bovins. Ils sont en particulier intéressants pour leur teneur en protéines. Leur composition moyenne est de 50 % de matière sèche, dont 28 % de protéines brutes et 26 % de sels minéraux (dont la moitié de potassium).  